# شهرستان احور

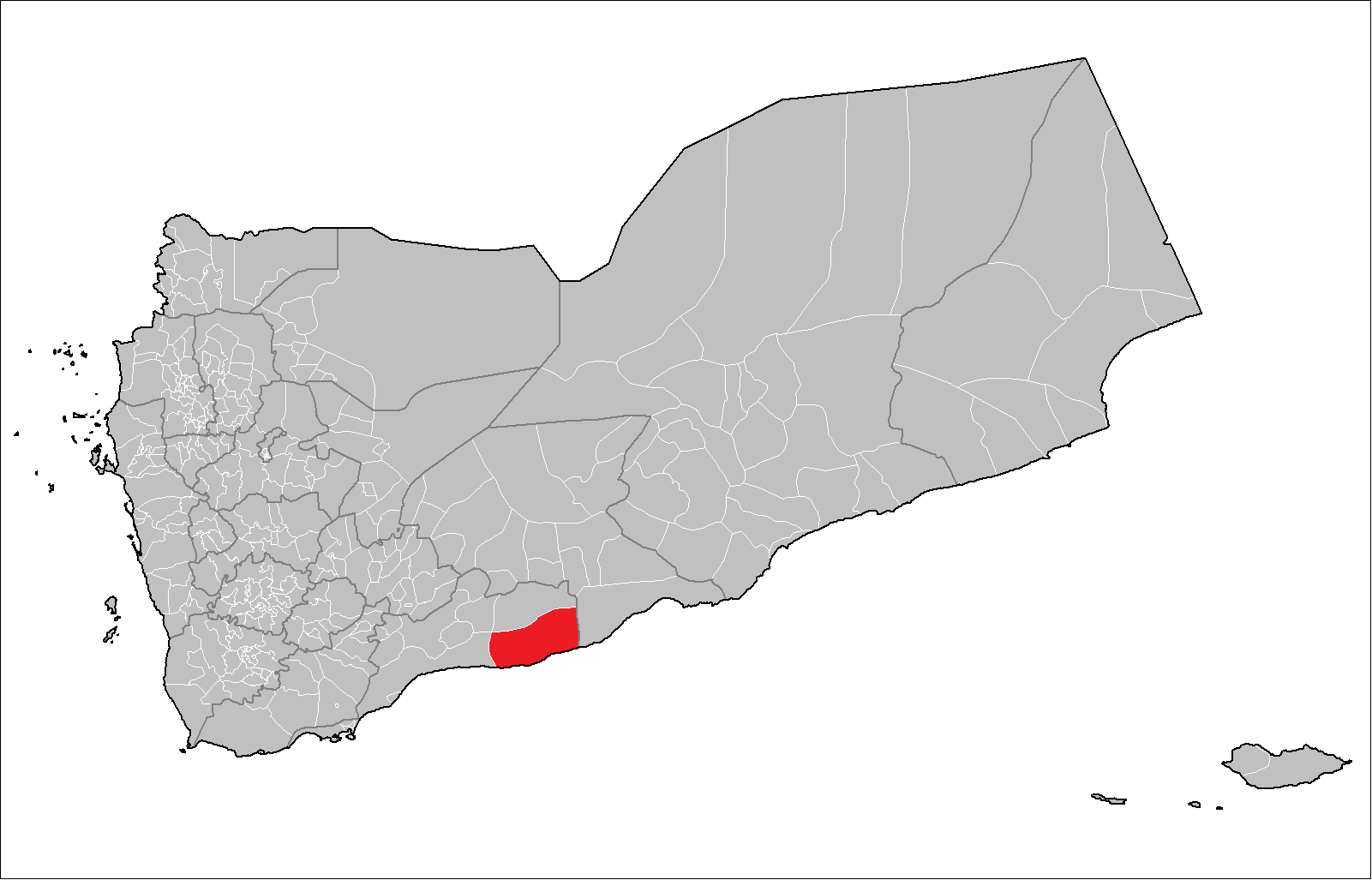
موقعیت شهرستان احور در استان ابین یمن.

ناحیهٔ احور (به عربی: مدیریة أحور) یک ناحیه در یمن است که در استان ابین واقع شده‌است.

## خصوصیات
ناحیهٔ احور ۲۵٬۲۴۶ نفر جمعیت دارد.